# Gabriel Juda Lichtenfeld
Gabriel Juda Lichtenfeld (ur. 1811 w Lublinie, zm. 22 marca 1887 w Warszawie) – polski matematyk pochodzenia żydowskiego, pisarz tworzący w języku hebrajskim.

## Życiorys
Urodził się w rodzinie wywodzącej swoje korzenie od rodu rabina Mojżesza ben Israela Isserlesa. Zgodnie z rodzinną tradycją otrzymał staranne wykształcenie talmudyczne, nauczył się również biegle posługiwać łaciną, językiem niemieckim i francuskim. Studiował filozofię i nauki matematyczne. W wydawanym po hebrajsku czasopiśmie „Ha-Szachar” (Przedświt) publikował materiały dotyczące matematyki i rachunkowości, które zyskały szeroki krąg stałych czytelników. Współpracował również z „Ha-Cefirą” i „Izraelitą”, gdzie publikowano jego polemiki z innymi matematykami żydowskimi, wpłynęło to w znaczący sposób na jego autorytet i pozycję w środowisku zawodowym. W 1865 opublikował podręcznik dotyczący planimetrii i stereometrii Jeduat ha-szi'urim. Dokonał krytycznego rozbioru prac Chaima Zeliga Słonimskiego, swoje wnioski zawarł w trzech książkach: Cafnat paneach (1866); Tosafot le-erowem (1874) i Kohen le-lo Elohim (1876). W 1877 ukazał się zbiór wierszy Sipurim ba-szir, którego był współautorem.